# Insulatricha chandleri
Insulatricha chandleri är en tvåvingeart som beskrevs av Jaschhof 2004. Insulatricha chandleri ingår i släktet Insulatricha och familjen Rangomaramidae. Inga underarter finns listade i Catalogue of Life.